# One Thing at a Time (singolo)
One Thing at a Time  è un singolo del cantante country statunitense Morgan Wallen, pubblicato il 2 dicembre 2022 come singolo promozionale e in seguito, il 13 marzo 2023, estratto come quarto singolo ufficiale dall'omonimo terzo album in studio del cantante. La canzone è stata scritta da Wallen in collaborazione con Ashley Gorley, il cantante country statunitense Ernest Keith Smith e Ryan Vojtesak. Il brano è stato prodotto da Joey Moi.

## Contenuto e testo
La canzone è principalmente accompagnata da groove di chitarra e da percussioni organiche. Il testo del brano parla fondamentalmente di un amore finito male, che porta il cantante a consolarsi in una serie di vizi come alcol, fumo o droghe. Billy Dukes, di Taste of Country, ha definito One Thing at a Time e You Proof come "canzoni sorelle" in quanto entrambe girano intorno gli stessi temi e condividono alla base una delusione amorosa. Inoltre, come nota il giornalista, entrambe le canzoni sono state scritte dagli stessi autori. Dukes, però, sottolinea le maggiori sfumature di testo che caratterizzano questo singolo rispetto al precedente, soprattutto per il fatto che qui l'autore "ammette di non essere così forte da riuscire a smettere e da dimenticarsi la ragazza che ama".

## Andamento in classifica
Nella settimana del 17 dicembre 2022, One Thing at a Time ha debuttato alla numero 2 della Hot Country Songs statunitense, immediatamente dietro la sua stessa You Proof. In seguito al rilascio del suo album, nel marzo 2023, e con l'incremento della popolarità e dello streaming delle varie canzoni, Wallen è diventato il primo artista ad avere tre differenti singoli nella Top 15 della Country Airplay americana. Nella Billboard Hot 100 la canzone ha fatto ingresso nella Top 40, alla posizione 37, nella settimana del 17 dicembre 2022. Grazie al rilascio dell'omonimo album, nella settimana del 18 marzo 2023 la canzone ha ottenuto 21,4 milioni di streaming e 6,4 milioni di passaggi radiofonici, raggiungendo la posizione 10 della classifica.
Al di fuori degli Stati Uniti, la canzone ha raggiunto la Top 20 canadese e neozelandese, così come la Top 30 della Global 200.

## Classifiche

### Classifiche settimanali
| Classifica (2022-23)        | Posizione massima |
| --------------------------- | ----------------- |
| Australia                   | 62                |
| Australia Country           | 4                 |
| Canada                      | 16                |
| Canada Country              | 8                 |
| Global 200                  | 24                |
| Nuova Zelanda               | 19                |
| Stati Uniti                 | 10                |
| Stati Uniti Country Airplay | 8                 |
| Stati Uniti Hot Country     | 2                 |

### Classifiche di fine anno
| Classifica (2023) | Posizione |
| ----------------- | --------- |
| Canada            | 39        |

## Date di pubblicazione
| Paese       | Data                                   | Formato                     | Etichetta                 | Nota   |
| ----------- | -------------------------------------- | --------------------------- | ------------------------- | ------ |
| Stati Uniti | 2 dicembre 2022 (singolo promozionale) | Download digitale Streaming | Big Loud Republic Mercury | [ 13 ] |
| Stati Uniti | 13 marzo 2023                          | Radio Country               | Big Loud Republic         | [ 14 ] |